# سکستت (فیلم)
سکستت (انگلیسی: Sextette) یک فیلم کمدی موزیکال آمریکایی محصول ۱۹۷۸ به کارگردانی کن هیوز است. در این فیلم آخرین حضور مای وست در سینما در کنار گروهی از بازیگران از جمله تیموتی دالتون، دام دلویز، تونی کورتیس، رینگو استار، کیث مون، جورج همیلتون، آلیس کوپر و والتر پیجون است.